# Domingos João Dantas Rothéa
Domingos João Dantas Rothéa ou Domingos João Dantas Rotheia (Antas, 23 de abril de 1769 - Paraíba, 1 de maio de 1853) foi um colonizador e capitão-mor português. Casou-se com a sua prima Mariana Gonçalves Dantas, nascida em São João e filha do tenente Manoel Gonçalves Dantas e de Josefa de Mello e Albuquerque. Do casal Domingos e Mariana nasceram os filhos: Antônia Maria Madalena, padre Manoel Gonçalves Dantas, padre José Gonçalves Dantas, Major João Gonçalves Dantas, André Gonçalves Dantas Rothea, João Dantas Rothea, Ana de Jesus Dantas, Antônio Gonçalves Dantas e Maria Gonçalves Dantas.

## Biografia

### Nascimento
Era filho de Manoel Gonçalves da Rua e de Brígida Gonçalves Dantas, todos moradores no lugar de Antas. Era neto paterno de Manoel Gonçalves e de Rosa da Cunha e neto materno de Manoel Gonçalves da Rua e de Maria Gonçalves.
O seu sobrenome: Dantas vem da contração da partícula de ligação "de" com o termo Antas. É um apelido de origem toponímica retirado do Lugar de Antas da Freguesia de Rubiães, Concelho de Paredes de Coura, Distrito de Viana do Castelo, região norte de Portugal, entre os rios Douro e Minho.

### Chegada ao Brasil
Em fins do século XVIII, Domingos foi outro português de Antas a embarcar com destino aos sertões do Brasil, à ribeira do rio do Peixe, lugar onde estava estabelecido o seu tio, irmão de sua mãe Brígida, Coronel João Dantas Rothea, fundador de São João do Rio do Peixe - PB. Chegando em São João, Domingos logo passou a ocupar a função de alferes em uma companhia de ordenanças. Entre suas habitações, havia uma que chamava a atenção, em particular, por seus aspectos: o solar dos Dantas Gonçalves. Trata-se, pois, de um prédio grande, coberto de telha, com dezessete portas e quatro janelas e mobília, localizado no então povoado de São João (hoje São João do Rio do Peixe). Além disso, havia, no local, uma senzala e 4 currais de pau-a-pique, pegado aos quais havia um cercado que ficava por trás da casa. Tudo indica que esse casarão ainda existe, no centro da cidade, e hoje pertence aos herdeiros de José Alexandre Filho, mais conhecido por Senhor Alexandre. 

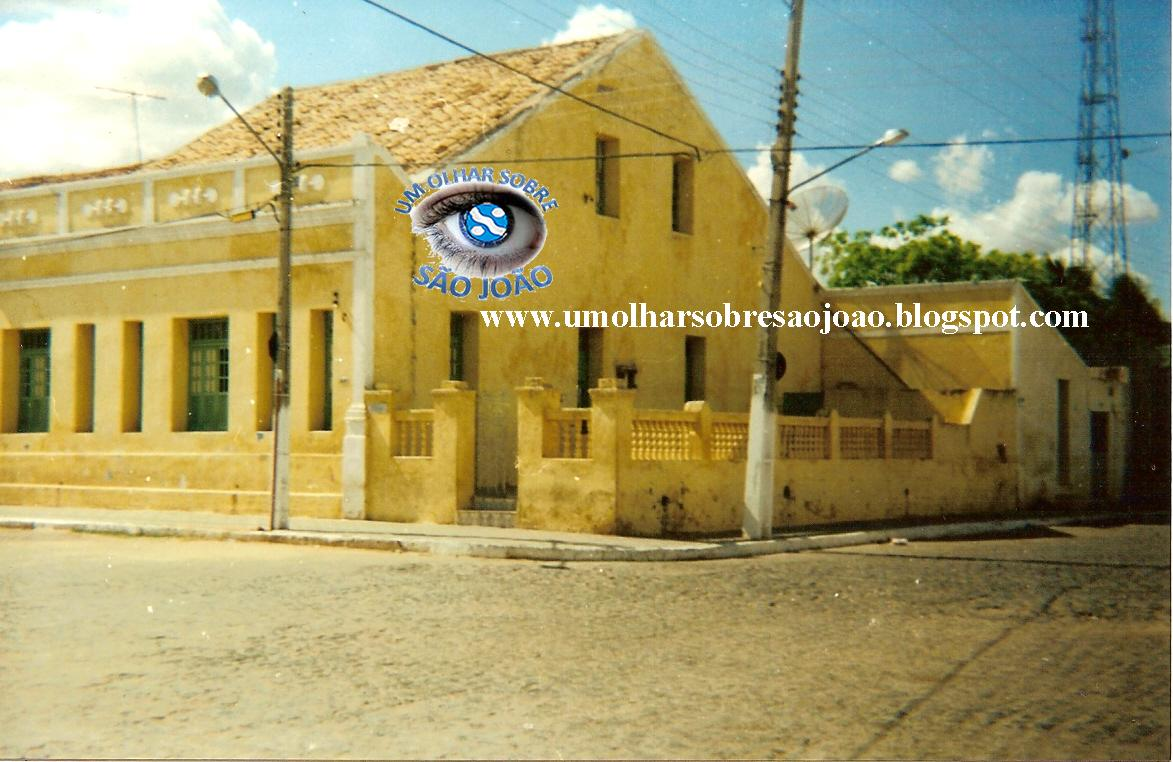
Solar dos Dantas Gonçalves, São João do Rio do Peixe, Paraíba, Brasil

Em 08 de novembro de 1803 foi nomeado para assumir o posto de capitão mor da Companhia do Distrito do Riacho das Gamelas, Serras do Padre José Gomes (atual Bernardino Batista) e Luiz Gomes (atual Luís Gomes-RN).  Em 1816, o capitão-mor Domingos João Dantas residia em Piancó-PB, quando aparece como requerente de terras na região que compreende o atual município de Diamante-PB, que, na época, pertencia àquele município. Feita a concessão, ele recebeu uma parte de terra que tinha os seguintes limites: ao norte, a fazenda Jenipapo; ao sul, os Sítios Antas e Bruscas; ao leste, a fazenda São Boa Ventura; e, ao oeste, o Sítio Milho D'angola e Santana. 
O capitão Domingos, além de ser um homem de armas, era bastante religioso, sendo o responsável por construir a primeira capela da Povoação de São João, em substituição ao primitivo oratório erguido pelo padre Ignácio da Cunha Siqueira. 
No ano de 1846, atendendo a um  pedido de José Veríssimo,  seu vaqueiro, o Capitão Domingos João Dantas doou um terreno para a construção da primeira capela do lugar. Logo após a doação,  foi erguida uma pequena latada, coberta de palha de carnaúba, sob a qual havia um oratório guardando a imagem de Nossa Senhora do Rosário. Até então, o local era conhecido por Paulo Mendes, em homenagem ao seu primeiro professor. Posteriormente, passou a chamar-se São Paulo e, finalmente, Diamante.
Em visita pastoral realizada pelo Bispo de Pernambuco, Dom João da Purificação Marques Perdigão, a Capela do Rosário de São João no período de 26 a 28 de junho de 1839, o bispo e sua comitiva hospedaram-se na casa grande do capitão mor Domingos e sua esposa Mariana. Na ocasião, o velho português já era septuagenário e encontrava-se cego. Sua residência era a maior e mais confortável da povoação, com 17 portas e 04 grandes janelas, toda mobiliada e servida de copos, talheres e bacias de prata.
Entre os filhos do casal, dois se ordenaram padres em 1825 no Seminário da Graça de Olinda-PE, os quais se chamavam Manoel e José Gonçalves Dantas, nascidos em São João nos anos de 1800 e 1802, respectivamente. O padre Manoel Gonçalves Dantas se dirigiu ao Cariri Cearense assumindo a função de vigário em Missão Velha e depois em Milagres. Já o seu irmão, padre José Gonçalves Dantas se estabeleceu definitivamente na Povoação de São João do Rio do Peixe, dando continuidade a construção da capela do Rosário, iniciada por seu pai.
Além dos filhos mencionados, outro descendente importante foi o seu neto Miguel Gonçalves Dantas de Quental, filho de André Gonçalves Dantas Rotheia e da cratense Ana Pereira Tavares de Quental, que foi fundador da cidade de Mauriti, Ceará.

### Morte e Legado
O velho religioso Domingos faleceu debilitado pela idade, com quase oitenta anos de idade, no dia 1° de maio de 1853, tendo sido sepultado no arco primeiro (principal) da Capela de Nossa Senhora do Rosário, um privilégio concedido ao seu maior benfeitor e patrono.
O seu inventário aberto em 25 de junho de 1853 contabilizou um número de 22 escravos e uma considerável riqueza distribuída em bens como ouro, prata, ferro, móveis, casas, fazendas e sítios espalhados na Paraíba e Ceará, além das mais de 1.400 cabeças de gado, num montante de mais de 52 contos de réis.